# Chó săn Majestic
Chó săn Majestic (tiếng Anh:Majestic Tree Hound) là một giống chó tương đối hiện đại của chó lai, thuộc nhóm chó săn gấu/ chó đánh hơi. Giống chó này là một giống chó có kích thước lớn, với con đực có cân nặng trung bình hơn 100 pound. Giống chó này có nhiều da dư thừa hơn so với Chó săn xanh Gascon. Là một giống chó lai hiện đại, nó không được công nhận bởi Fédération Cynologique Internationale.

## Sức khỏe
Từ những gì được biết cho đến nay, Majestic là một giống chó khá mạnh khỏe. Đã có một số phát hiện về chứng bệnh loạn sản hông ở giống chó này cũng như vấn đề tai chúng cần được làm sạch thường xuyên. Chó săn Majestic tốt nhất với chế độ ăn uống hiệu suất cao vì chúng là một giống chó thể thao.

## Hoạt động
Dành cho địa hình gồ ghề và sức bền dẻo dai, chúng phù hợp nhất cho công việc trợ giúp săn bắn sư tử, gấu, bobcat và báo đốm và có khả năng dẫn dắt những con vật họ mèo có kích thước lớn từ nơi ẩn náu của chúng. Giống chó này đồng thời cũng là một "thợ săn" gấu trúc giỏi, khi mà tốc độ và số lượng không quan trọng bằng kỹ năng, tiếng kêu và độ kiên trì của một con chó săn. (Điều này cũng đúng với Chó xanh Gascon Hoa Kỳ và Chó săn Plott, cả hai giống chó săn lớn.)